# O Mundo em Queda Livre (Stiglitz)
O Mundo em Queda Livre (em inglês:  Freefall: America, Free Markets, and the Sinking of the World Economy, no original) é um livro sobre as causas e as consequências da Grande Recessão do economista e Prémio Nobel Joseph Stiglitz, publicado pela primeira vez em 2010. 
Ainda que incidindo sobre as raízes da crise financeira de 2007–08 e o subsequente abrandamento económico global, que segundo ele se encontram principalmente na política fiscal conduzida durante a Presidência de George W. Bush e nas decisões tomadas pela Federal Reserve, Stiglitz também trata da incapacidade para lidar com a recessão nos meses posteriores à queda de Wall Street de 2008. Finalmente, esboça vários cenários quanto ao possível futuro da economia dos EUA, propondo vigorosamente uma política de profunda mudança. Em conformidade com posição geral de Stiglitz para com a política económica, O Mundo em Queda Livre contém "propostas para domar o sector bancário e fomentar um estilo mais humanista de capitalismo nos EUA e no exterior."
De acordo com uma avaliação no The Guardian, o livro "propaga a ideia de Eu avisei", porque, nos anos que antecederam a crise, Stiglitz "avisara repetidamente que os EUA estavam a caminhar para uma recessão profunda e dolorosa se não fossem realizadas intervenções preventivas."

## Título
O título do livro foca o forte declínio nos preços das ações na Bolsa após a falência do banco de investimento Lehman Brothers em setembro de 2008. Além disso, o subtítulo revela a convicção de Stiglitz de que os mercados desregulados estiveram na base da crise, pois atribui à desregulação a responsabilidade pela ascensão do sistema bancário sombra, dos bancos sobre-endividados e das hipotecas subprime. Por conseguinte, em O Mundo em Queda Livre, Stiglitz critica os defensores da desregulação e da total liberdade dos mercados, principalmente Larry Summers e Ben Bernanke.

## Conteúdo
O livro que está "repleto de (...) indignação" consta de dez capítulos, alguns dos quais analisam as causas da Grande Recessão, enquanto outros cobrem a subsequente – falhada, segundo Stiglitz - gestão da crise. Outros ainda prespectivam o futuro e servem para explicar a proposta de Stiglitz de "reavaliação do tipo de economia em que os financeiros se enriqueceram com a venda de produtos demasiado caros e arriscados a alguns dos cidadãos mais vulneráveis na América".
Stiglitz atribui uma grande parte da culpa pela Grande Recessão a George W. Bush e aos seus amplos cortes de impostos para os americanos ricos. Ele também ataca o sucessor de Bush, Barack Obama, por praticamente continuar com essa política fiscal. De acordo com Stiglitz, a decisão de Obama de manter tanto Ben Bernanke como Larry Summers é prova suficiente da recusa do Presidente em alterar o rumo. No entanto, a crítica de Stiglitz não se dirige apenas à Casa Branca, pois também ataca a Federal Reserve sob a liderança primeiro de Alan Greenspan e, em seguida, de Ben Bernanke. Além disso, ele menciona o perigo da interligação económica e da globalização, afirmando que ao  "comprar enormes quantidades de dívida dos EUA sob a forma de títulos do tesouro e emissões do tesouro, os chineses têm ajudado a manter as taxas de juro artificialmente baixas e os concomitantes padrões de consumo americanos norteados pela dívida."

### Desregulação
Um tema constante de O Mundo em Queda Livre é a convicção de Stiglitz de que a desregulação e a subsequente falta de transparência no setor financeiro são os responsáveis pela gravidade da Grande Recessão. Em consequência, ele considera a regulação um requisito para a sólida recuperação económica e expressou preocupação em relação à política económica seguida primeiros 100 dias da Presidência de Barack Obama numa entrevista ao The New York Times:
"No momento em que nomeou a sua equipe de economia, Obama estava focado em compor uma equipe que tivesse a confiança dos mercados financeiros, uma equipe de que os banqueiros gostassem. (...) Por exemplo, voltando à primavera de 2008, pessoas como Bernanke diziam que já tínhamos passado o pior. Os reguladores não queriam admitir que eles tinham tomado realmente más decisões regulatórias. Não queriam admitir que haviam permitido o crescimento de uma bolha no imobiliário. (...) No ano passado, houve uma batida que aumentou à medida que Congresso dos Estados Unidos não promulgava as medidas adequadas. (...) A ideia básica sobre alguém como Paul Volcker é que ele não está à procura de ter outra carreira. Ele diz as coisas como elas são. Ele é o único que disse que se os bancos são grandes demais para falir, então eles são demasiado grandes para serem geridos, são complexos demais, não há nenhuma pessoa que realmente possa gerir alguma coisa daquela complexidade."
Assim, O Mundo em Queda Livre também defende a anulação da lei de 1999 que revogou o normativo regulador que foi a Lei Glass-Steagall, descrevendo-a Stiglitz como necessária para erradicar a contaminação do sector bancário:
"Atendendo aquilo pelo qual a economia passou, é claro que o governo federal deveria reinstituir uma versão revista da lei Glass-Steagall. Não há alternativa: qualquer instituição que tenha os lucros de um banco comercial - incluindo as redes de segurança do governo – tem que ser severamente restringida na sua capacidade de assumir riscos. (...) Existem de facto muitos conflitos de interesse e também muitos problemas para permitir a mistura das actividades comerciais e de banco de investimento. Os benefícios prometidos da revogação da Lei Glass-Steagall provaram ser ilusórios e os custos provaram ser maiores do que até mesmo os críticos da revogação imaginaram. Os problemas são especialmente agudos com os bancos grandes demais para falir. (...) O imperativo para reinstituir a lei Glass-Steagall é desde logo sugerido pelo comportamento recente de alguns bancos de investimento, para quem as actividades comerciais mais uma vez provaram ser uma importante fonte de lucros."

### Incentivos
Um tema central de O Mundo em Queda Livre é a noção de incentivos e as estruturas distorcidas de incentivos que permitiram que a crise financeira acontecesse. No primeiro capítulo, Stiglitz menciona que por um lado: "Um dos argumentos apresentados por muitos nos mercados financeiros para não ajudar os devedores de hipotecas é que (...) os incentivos para reembolsar são enfraquecidos se os devedores de hipotecas souberem que há alguma chance de serem ajudados se não reembolsarem"". Enquanto por outro lado: "quando se tratou dos grandes bancos da América (...) as preocupações sobre o risco moral foram postas de lado, tal como quando os gestores dos bancos foram autorizados a desfrutar de enormes prémios por perdas recorde". Depois, ao longo de seu livro, Stiglitz explica como quase qualquer decisor no sistema financeiro tinha incentivos para criar uma bolha imobiliária, apurar lucros elevados e passar o risco a outros como se fossem externalidades.
"Antes da chegada das inovações modernas em finanças (...) os bancos mantinham os empréstimos que tinham concedido, tinham [incentivos] para serem cuidadosos." Mas Stiglitz mostra que com a desregulação e a chegada de modernas inovações financeiras, passou a ser o contrário. Com o processo de securitização, os bancos tinham incentivos para conceder tantos empréstimos hipotecários ruins quantos pudessem. Esses empréstimos hipotecários ruins foram "reembalados e (…) repassados a investidores, incluindo fundos de pensões" Com este processo, para os bancos não importava mais que os proprietários fossem à falência, porque a perda seria passada aos investidores e a cidadãos comuns (através de fundos de pensões). Um outro elemento chave neste sistema foram as agências de notação de crédito. De facto, "para comprar as [hipotecas ruins], os gestores de fundos de pensões tinham que estar seguros (...) que estavam a salvo" Para se certificar de que estes empréstimos hipotecários poderiam ser compradas por fundos de pensões, os bancos estavam a pagar às agências de rating para obter notas AAA. Assim, "como todos os outros no setor, os incentivos das [agências de notação] foram distorcidos. (...) Estavam a ser pagas para avaliar os títulos pelos bancos que os criaram".

## Recepção crítica
O Mundo em Queda Livre foi geralmente bem recebido pela crítica, embora alguns tenham expressado dúvidas sobre a viabilidade das propostas de mudança de Stiglitz .
No The New York Times, por exemplo, foi referido que o conteúdo de Queda Livre "podem ser todas ideias válidas. Mas por  vezes, a exigência do Sr. Stiglitz de uma nova ordem económica parece um pouco fantasiosa." Numa apreciação anterior, Michiko Kakutani foi mesmo mais longe, criticando que as suas "observações não só dão munição aos críticos conservadores que querem desvalorizar o Sr. Stiglitz como um liberal ao estilo europeu, mas [que] elas também têm o infeliz efeito de desviar a atenção do leitor das muitas avaliações argutas que ele faz em Queda Livre sobre as causas e consequências do grande colapso financeiro de 2008."
Numa apreciação no The Observer, o economista Will Hutton expressou mais optimismo, invocando que "requer-se coragem para combater os interesses instalados – juntamente com boas ideias e um forte sentido da trajetória certa. Neste momento, temos muito pouco de qualquer uma delas."
O New Statesman foca bastante as deficiências de O Mundo em Queda Livre: "Num capítulo final impressionante, Stiglitz põe de lado os teóricos do fundamentalismo de mercado - pela sua abstração, a sua falha em ver onde a economia deve parar e a Sociologia começar. Mas a sua própria economia parece despojada de uma dimensão social e política: escolha-se  Foucault, Marx ou C. Wright Mills, quando se é um crítico do sistema capitalista, deve-se ter alguma explicação para por que razão gera elites poderosas quem se interpõe no caminho para tentar controlá-lo. Este é o elemento crucial que falta do quadro analítico de Stiglitz."
O economista francês Guy Sorman, autor do livro libertário L'Économie ne ment pas (A economia não mente), mostrou-se cético sobre Queda Livre, afirmando que o seu autor "se sente compelido a lembrar o leitor que não é um socialista: ele apenas defende um mundo melhor. A sua utopia substituiria o fundamentalismo de mercado falhado ao encontrar o equilíbrio certo entre mercado e estado. (...) O Prémio Nobel de Stiglitz em  assimetria de informação foi bem merecida. As suas opiniões sobre tudo o resto são apenas opiniões e merecem ser tratadas como tal."
The Economist contrapõe O Mundo em Queda Livre a 13 Bankers (13 Banqueiros), um livro de Simon Johnson e James Kwak publicado ligeiramente mais tarde e com conteúdo semelhante. A nenhum dos livros foi dada uma avaliação positiva, tendo Queda Livre sido criticado por inconsistência argumentativa: "Se os legisladores falharam tão miseravelmente como o Sr. Stiglitz acredita, então ele deveria estar muito mais preocupado com o potencial fracasso do governo no futuro. Essa dissonância é uma fraqueza gritante no livro do Sr. Stiglitz."